# Fuentes de Nava
Fuentes de Nava – gmina w Hiszpanii, w prowincji Palencia, w Kastylii i León, o powierzchni 60,51 km². W 2011 roku gmina liczyła 731 mieszkańców.